# Chmielnik (Subkarpaten)
Chmielnik is een dorp in het Poolse woiwodschap Subkarpaten, in het district Rzeszowski. De plaats maakt deel uit van de gemeente Chmielnik en telt 3200 inwoners.